# Chfn
chfn (ang. change finger) – uniksowe polecenie dla administratora, służące do zmiany informacji o użytkowniku w systemie, takich jak imię, nazwisko, telefon.

## Składnia polecenia
```
     chfn [-f pełne_imię_i_nazwisko] [-r biuro] [-p telefon_biurowy] \ 
     [-h telefon_domowy] [-o inne_informacje] [-u] [-v] [nazwa_użytkownika]
```

## Opis opcji polecenia chfn
| Argument                 | Znaczenie |
| ------------------------ | --- |
| -f pełne_imię_i_nazwisko | imię i nazwisko użytkownika.                                                                                                |
| -r biuro                 | adres, numer biura. |
| -p telefon_biurowy       | numer telefonu biurowego.                                                                                                   |
| -h telefon_domowy        | numer telefonu domowego. |
| -o inne informacje       | Dodatkowe informacje, które powinny się znaleźć w informacji fingerowej.                                                    |
| -u                       | wyświetlenie informacji o tym jak używać polecenia.                                                                         |
| -v                       | wyświetlenie numeru wersji polecenia.                                                                                       |
| nazwa_użytkownika        | podanie nazwy użytkownika zmienia informacje o tym użytkownika, niepodanie żadnej zmienia informacje na zalogowanym koncie. |

## Przykłady użycia
- Użycie opcji -u:

```
     $ chfn -u
     Usage: chfn [-f full_name] [-r room_no] [-w work_ph]
             [-h home_ph] [-o other] [user]
```

- Uruchomienie polecenia bez opcji, wywoła polecenie w trybie interaktywnym, tzn. program będzie pytał o potrzebne informacje:

```
     $ chfn
Changing the user information for janek
Enter the new value, or press ENTER for the default
        Full Name []: Janusz Nazewny
        Room Number []: C 804
        Work Phone []: 555 444 333
        Home Phone []: 222 111 000
```

- Przykład użycia polecenia zmiany informacji konta janek, polecenie musi zostać wykonane z uprawnieniami roota:

```
     # chfn -f "Janusz Niezawodny" -r "C 505" -w "666 666 555" \
     -h "111 222 111" -o "Inne informacje" janek
```

Jak widać powyżej jeżeli podany tekst będzie zawierał spację musi być zamknięty w cudzysłowie.